# Ca n'Oms (Parets del Vallès)
Ca n'Oms és una casa habilitada com a casal de Parets del Vallès (Vallès Oriental) inclosa a l'Inventari del Patrimoni Arquitectònic de Catalunya.

## Descripció
Edifici aïllat dins una gran finca que ocupa una illa, delimitada pels carrers de Ponent, Dalí, Isidre Nonell i Sant Valèria, i alineat amb el carrer pels costats nord i oest, quedant un ampli espai lliure davant de la façana de migdia. L'edifici forma part d'un conjunt de planta sensiblement rectangular integrat per diversos cossos de diferents alçades. El cos principal consta de planta baixa i pis i sota coberta, es cobreix amb teula àrab a dues vessants amb el carener perpendicular a la façana principal i els vessants acabats en una senzilla imbricació. La façana principal està composta segons eixos amb buits de proporció vertical de llinda plana i de punt rodó. A la planta baixa hi ha un cos adossat limitat per arcades d'arc de mig punt. Les façanes estan arrebossades i pintades de color blanc. A la dreta hi ha diversos cossos auxiliars de gran simplicitat.

## Història
Aquesta casa i les seves terres que havien estat pertinences del mas Gurri de la Serra, després anomenat Cantallops. Arribava des del camí del cementiri fins al terme de Lliçà de Vall i el Bosquet. Durant la Guerra Civil es col·lectivitzà i allotjà totes les vaques de Parets.
El juny de 1951, la indústria Linera demana permís per a realitzar obres de reparació de ca n'Homs per convertir-la en obra social.